# Jeannin Bahuet
Jeannin Bahuet (Nancy, 1552 circa – 1597 circa) è stato un pittore francese.

## Biografia
Conosciuto anche come Jan Bahuet, Giannino Bahuet, Giovanni Bahuet, Giovanni Olandese, fu ritrattista e pittore di scene storiche, attivo dal 1581 alla corte dei Gonzaga di Mantova nella seconda metà del XVI secolo.

## Opere

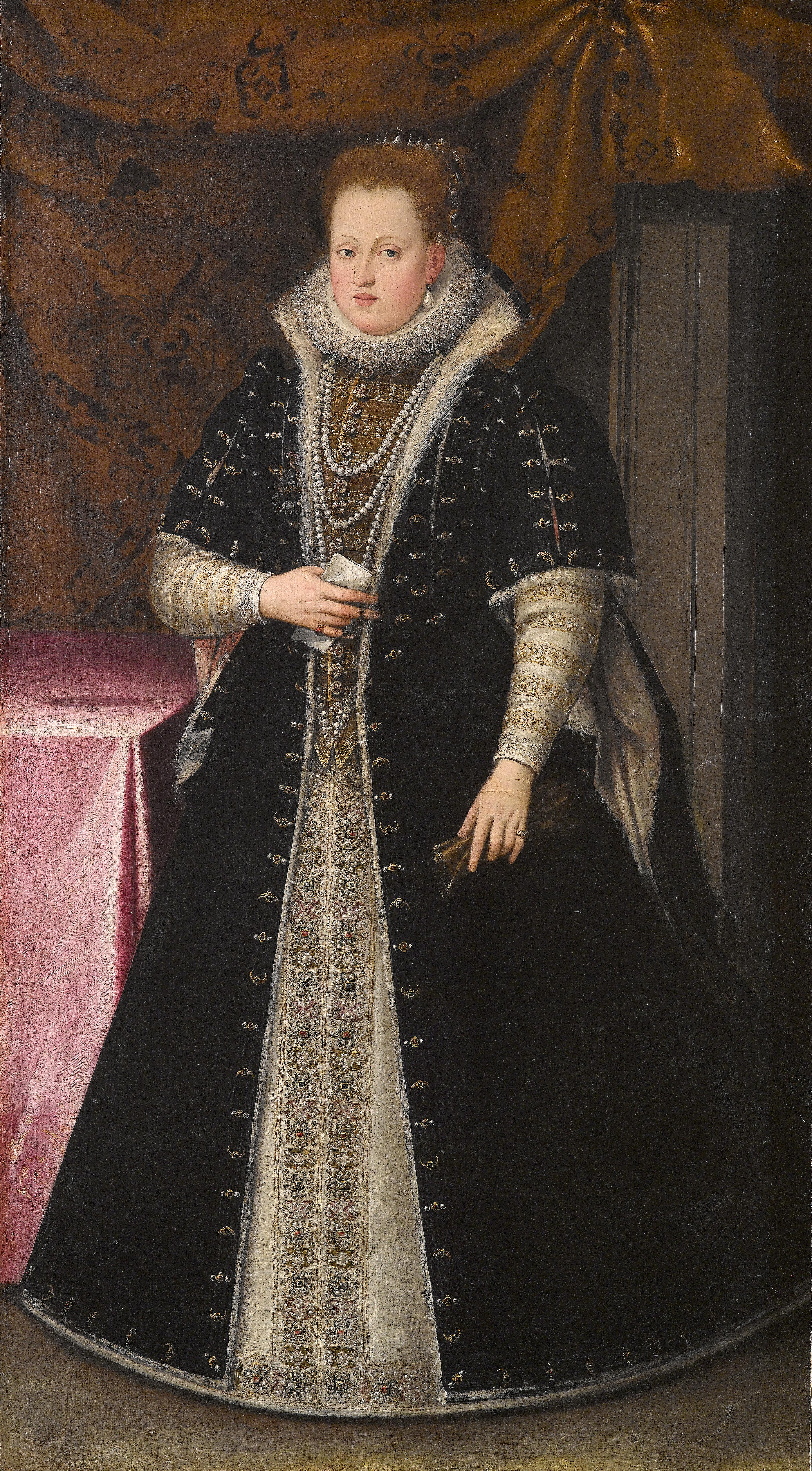
Ritratto di Margherita Gonzaga, 1585-1590
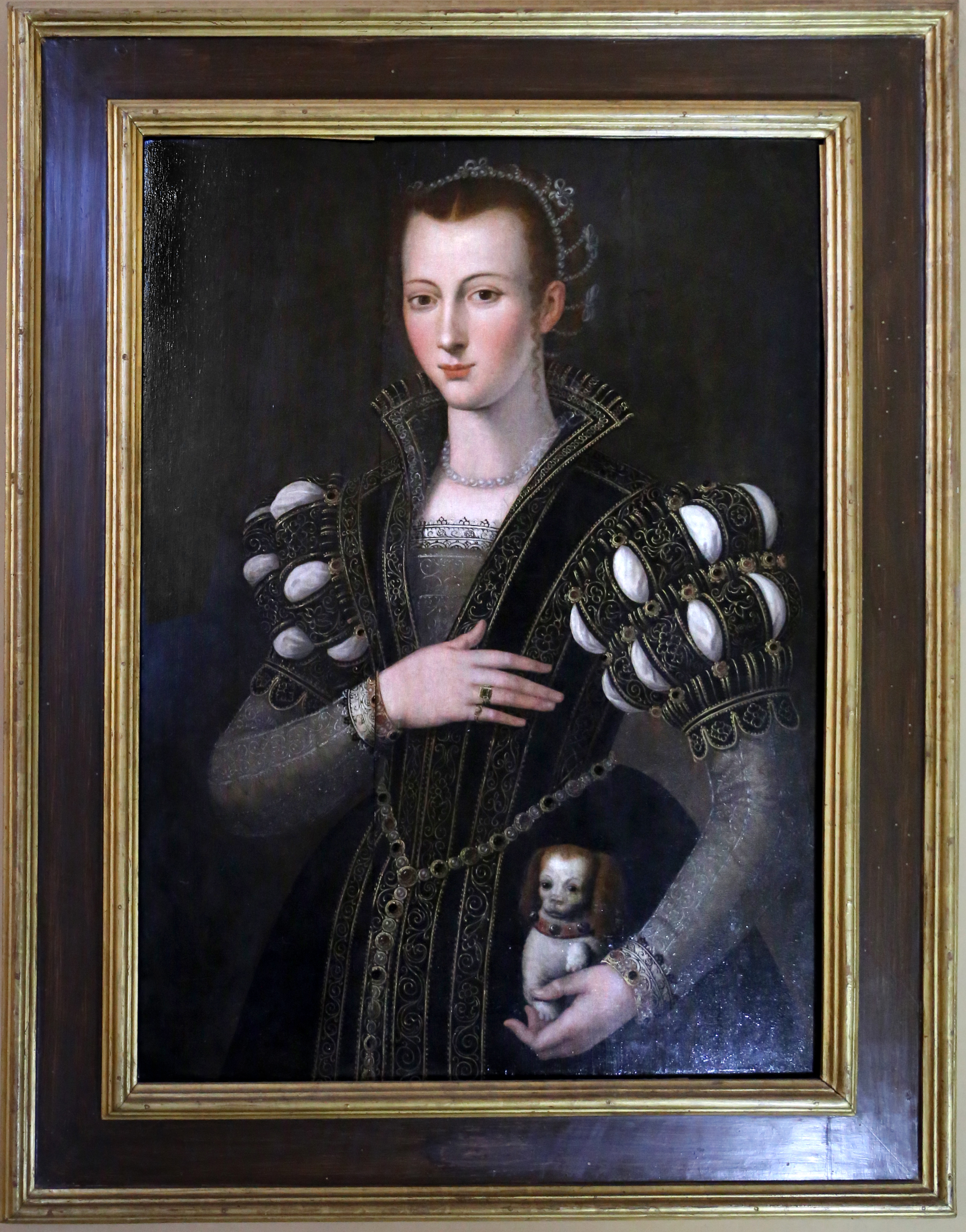
Contessina de' Medici
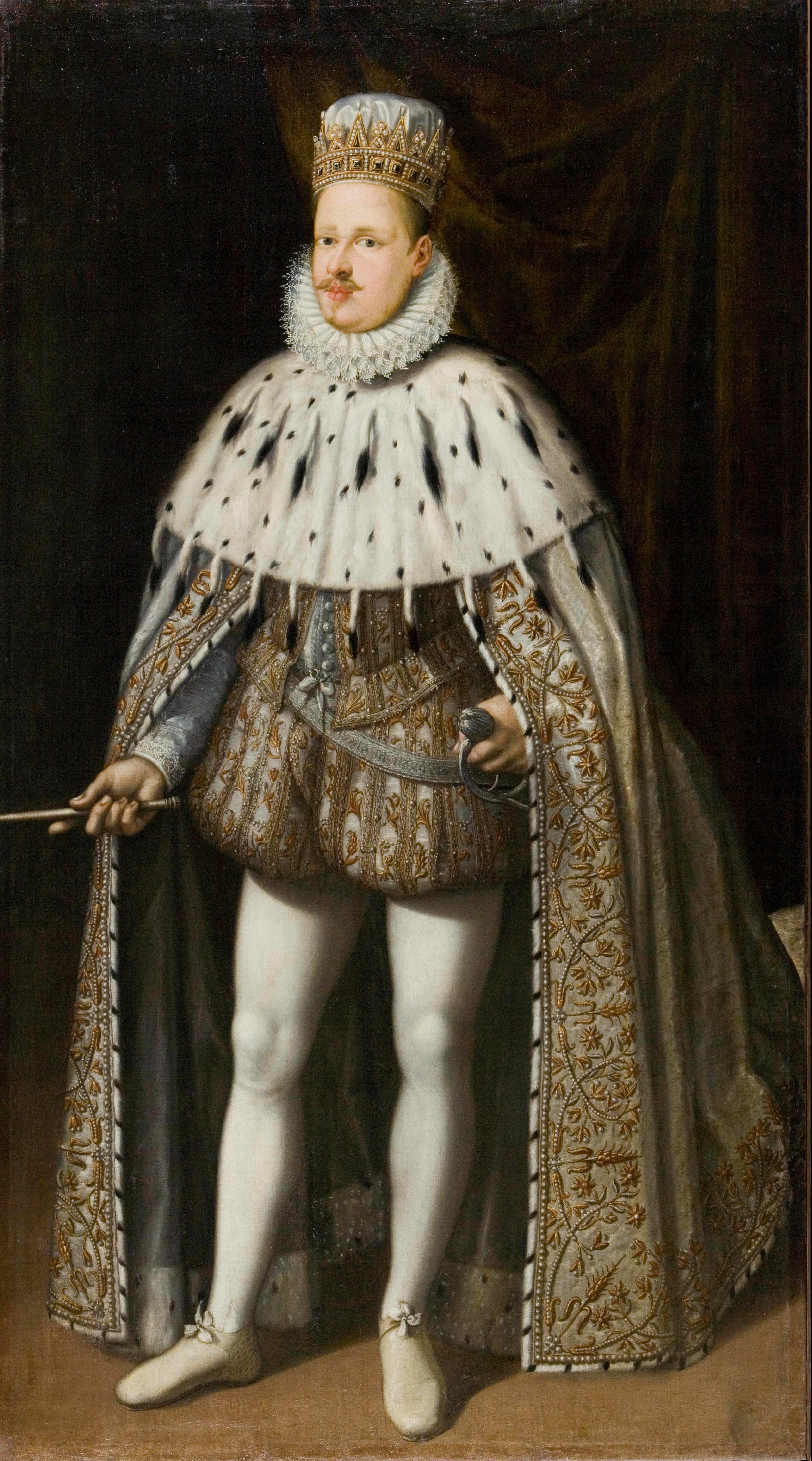
Ritratto di Vincenzo I Gonzaga nel giorno dell'incoronazione, 1587
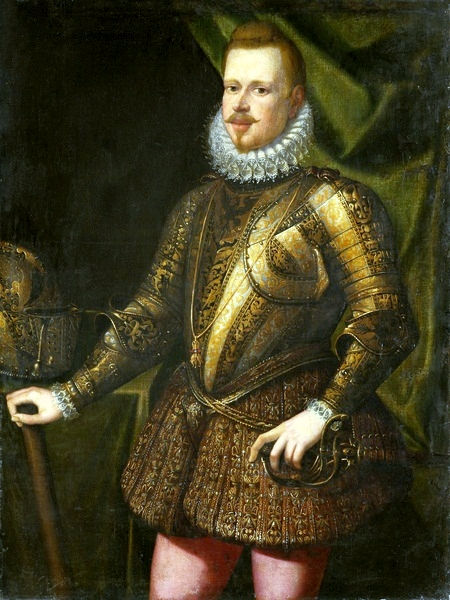
Ritratto di Vincenzo I Gonzaga, dopo 1589
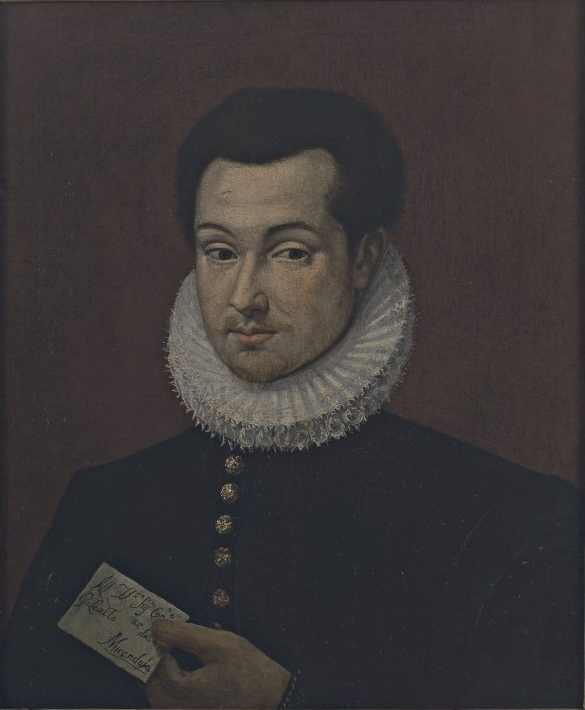
Ritratto di Galeotto III Pico della Mirandola
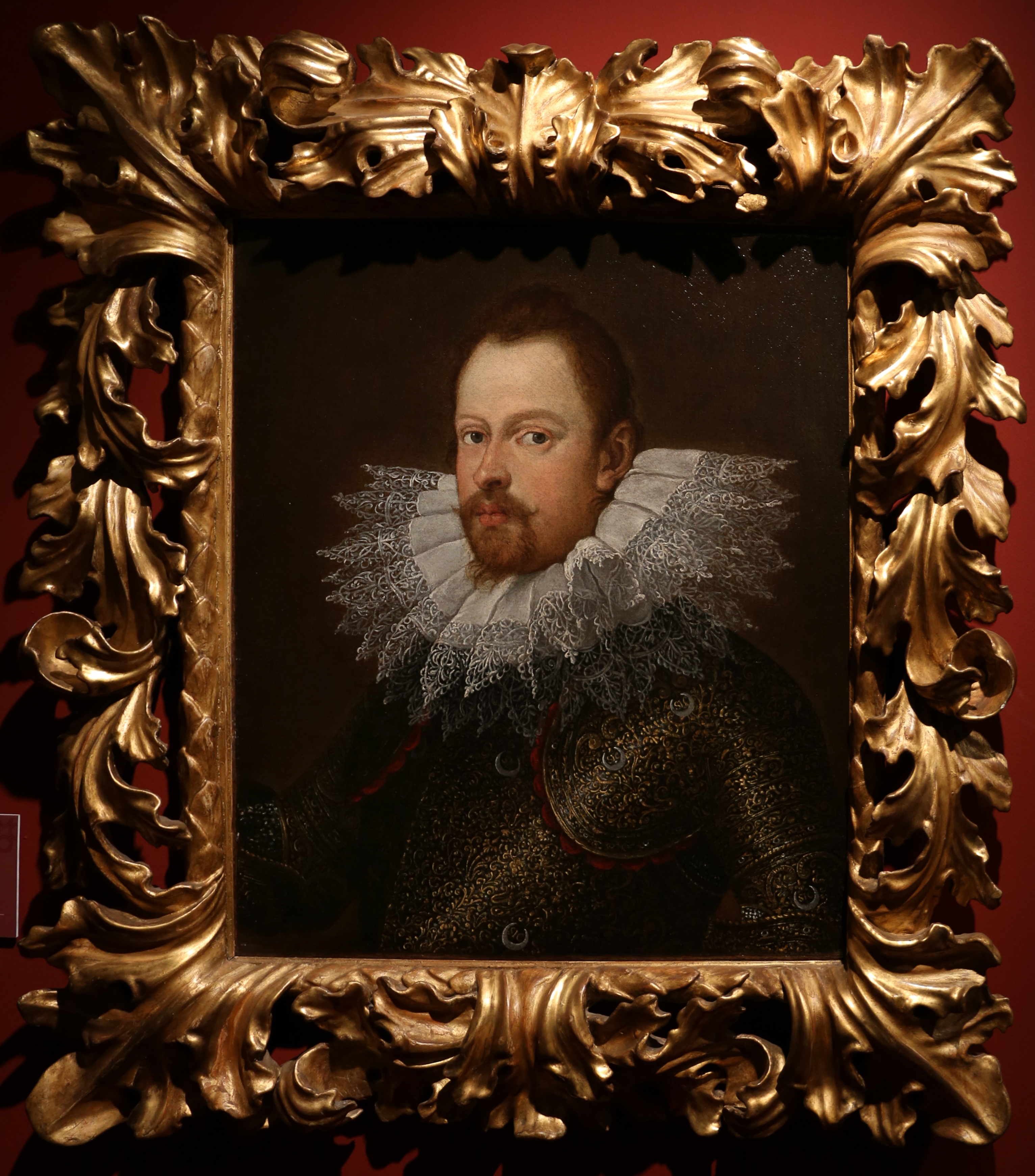
Ritratto di Vincenzo I Gonzaga in armatura
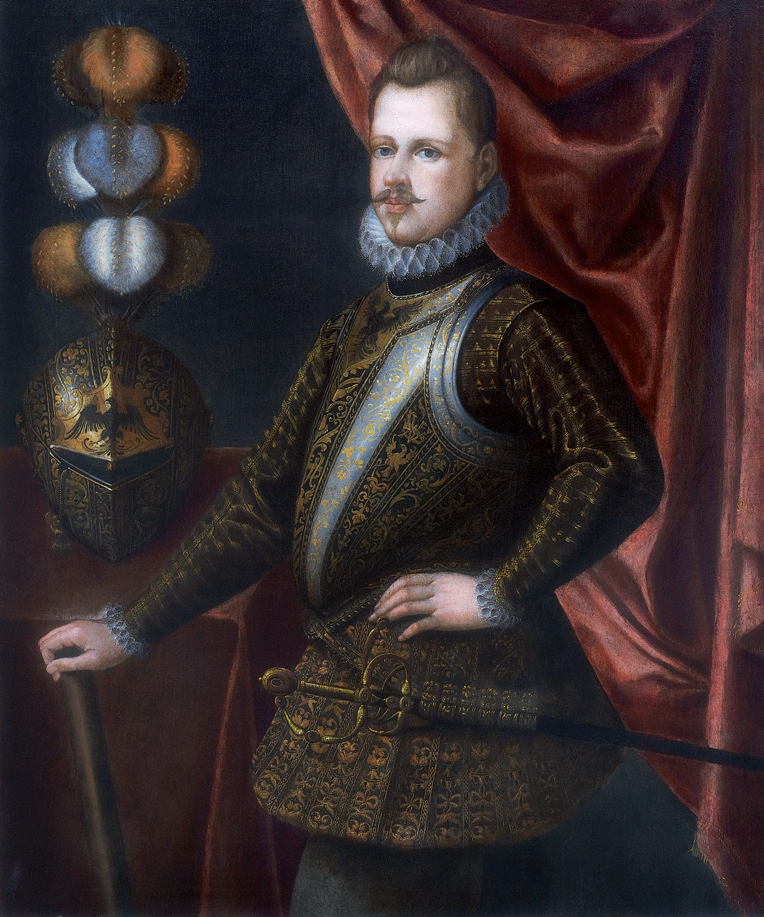
Ritratto di Vincenzo I Gonzaga in armatura